# Argyripa lansbergei
Argyripa lansbergei är en skalbaggsart som beskrevs av Sallé 1857. Argyripa lansbergei ingår i släktet Argyripa och familjen Cetoniidae. Inga underarter finns listade.